# Gertraud Putz
Gertraud Putz (* 24. August 1956 in Villach) ist eine österreichische römisch-katholische Theologin.

## Leben
Sie besuchte in Villach die Volks- und Hauptschule und maturierte 1975 an der Höheren Bundeslehranstalt für Wirtschaftliche Frauenberufe. Von 1975 bis 1980 studierte sie Theologie an der Universität Salzburg. Zwei Jahre arbeitete sie als wissenschaftliche Mitarbeiterin am Institut für Politische Wissenschaft am Internationalen Forschungszentrum für Grundfragen der Wissenschaften. Nach der Promotion 1982 war sie seit Juni 1982 Assistentin am Institut für Christliche Gesellschaftslehre der Universität Salzburg. Am 31. Mai 1992 wurde sie in das definitive Dienstverhältnis übergeleitet und erhielt den Amtstitel Assistenzprofessorin.
Ihre Forschungsschwerpunkte sind Grundrechte, Menschenrechte, Kirche und Staat, sozialethische Fragestellung, Macht und Gewalt, Gewaltlosigkeit, Gerechtigkeit und Barmherzigkeit und politische Heilige.

## Auszeichnungen
- 1992: Kardinal-Innitzer-Förderungspreis für Theologie

## Schriften (Auswahl)
- Die Kärntner Slowenen und die Kirche. Ein Beitrag zu den kulturellen Rechten ethnischer Minderheiten. Salzburg 1982, OCLC 1051724055.
- Christentum und Menschenrechte. Innsbruck 1992, ISBN 3-7022-1766-5.
- Kleiner sozialethischer Ratgeber für die Praxis in Kirche, Politik, Wirtschaft und Gesellschaft. Berlin 2008, ISBN 978-3-86805-181-0.
- Vorbilder mit und ohne Heiligenschein. Kalenderbuch und Nachschlagewerk. Salzburg 2019, ISBN 3-7025-0957-7.